# رافا نافارو
رافا نافارو (بالإسبانية: Rafael Navarro Mazueco) (24 فبراير 1994 في إسبانيا - ) هو لاعب كرة قدم إسباني في مركز الدفاع. لعب مع ريال بيتيس.

## روابط خارجية
- رافا نافارو على موقع قاعدة بيانات كرة القدم.إي يو (الإنجليزية)
- رافا نافارو على موقع Soccerway.com (الإنجليزية)
- رافا نافارو على موقع AS.com (الإسبانية)